# ヴォルデマール (リッペ侯)
ヴォルデマール（ドイツ語: Woldemar, 1824年4月18日 - 1895年3月20日）は、リッペ侯国の君主（在位：1875年 - 1895年）。

## 生涯
ヴォルデマールはリッペ侯レオポルト2世とエミーリエ・フォン・シュヴァルツブルク＝ゾンダースハウゼンの三男として、デトモルトで生まれた。1858年11月9日、カールスルーエでヴィルヘルム・フォン・バーデンの娘ゾフィー・フォン・バーデンと結婚した。
1875年12月8日に兄のレオポルト3世が死去すると、ヴォルデマールはリッペ侯国を継承した。1892年、ヴォルデマールはドイツ諸国の君主たちとともにベルリンで皇帝ヴィルヘルム2世との集会に参加した。その集会において、ヴィルヘルム2世がその場に集まった君主たちを家臣のように形容すると、ヴォルデマールはヴィルヘルム2世の演説を遮って「いいえ、あなたの家臣ではありません。同盟者とでもいいましょうか」と異議を唱えた。この出来事はヴィルヘルム2世が「ドイツ人皇帝」だけでなく「ドイツの皇帝」になりたいという野心に情けの一撃を与えた。

## 継承争い
ヴォルデマールの死後、弟のアレクサンダーがリッペ侯国を継承したが、アレクサンダーは精神に異常をきたしており、1870年に禁治産者と認定された。また1893年には摂政が必要となった。ヴォルデマールはこの状況を予想して、遺言状でヴィルヘルム2世の義弟アドルフ・ツー・シャウムブルク＝リッペを摂政に指名した。
しかし、ヴォルデマールの決断はリッペ家の2つの分家で10年間続いた紛争を引き起こした。すなわち、摂政に指名されたシャウムブルク＝リッペ家と摂政の権利を主張したリッペ＝ビースターフェルト家（家長はエルンスト・ツア・リッペ＝ビースターフェルト）の2家であった。紛争は数々の妥協を経て1905年に決着した。

## 関連図書
- Chisholm, Hugh, ed. (1911). "Lippe" . Encyclopædia Britannica (英語). Vol. 16 (11th ed.). Cambridge University Press. pp. 740–741.

| ヴォルデマール リッペ家 1824年4月18日 - 1895年3月20日 |                          |                     |
| 爵位・家督                                            |                          |                     |
| 先代 レオポルト3世                                    | リッペ侯 1875年 - 1895年 | 次代 アレクサンダー |